# Прилепа, Анастасия Сергеевна
Анастасия Сергеевна Прилепа (род. 15 марта 1990, Алма-Ата) — казахстанская спортсменка, Мастер Спорта Международного Класса по плаванию. Участница Летних Олимпийских Игр в Афинах. Чемпион Азии, многократная чемпионка и рекордсменка Республики Казахстан.

## Достижения
- Многократная чемпионка Республики Казахстан.
- Серебряная призерка Азиатских игр в закрытых помещениях в 2007 года.
- Абсолютная чемпионка Чемпионата Азии в плавании на спине в 2007 года (Джакарта).
- Участница Чемпионата Мира в 2009г (Рим).
- Абсолютная Чемпионка Азии в закрытых помещениях в плавании на спине в 2009 года (Вьетнам).
- Чемпионка Чемпионата Азии среди возрастных групп 2009 года (Токио).
- Чемпионка Чемпионата Азии среди возрастных групп 2011 года (Джакарта).
- Экс-рекордсменка Азиатских игр в закрытых помещениях.

## Личные рекорды
Плавание на спине:
50 м — 00:29:22
100 м — 01:02:69
200 м — 02:16:03

## После спорта
После завершения профессиональной карьеры возглавляет собственную школу плавания "Центр плавания Анастасии Прилепа «GOLDEN FISH» в г. Шымкент (Казахстан).
Принимает участие в соревнованиях по плаванию в категории Master’s.